# Liste der Kulturdenkmäler in Dalheim (Rheinhessen)
In der Liste der Kulturdenkmäler in Dalheim sind alle Kulturdenkmäler der rheinland-pfälzischen Ortsgemeinde Dalheim aufgeführt. Grundlage ist die Denkmalliste des Landes Rheinland-Pfalz (Stand: 3. April 2024).

## Denkmalzonen
| Bezeichnung                    | Lage                                     | Baujahr | Beschreibung | Bild            |
| ------------------------------ | ---------------------------------------- | ------- | --- | --------------- |
| Denkmalzone Jüdischer Friedhof | südlich des Ortes; Flur An der Hohl Lage | 1858    | langgezogenes, 1870 angelegtes Dreieck; acht spätklassizistische und gründerzeitliche Grabsteine, ca. 1870–1900 | Fotos hochladen |

## Einzeldenkmäler
| Bezeichnung                  | Lage                                       | Baujahr                            | Beschreibung | Bild            |
| ---------------------------- | ------------------------------------------ | ---------------------------------- | --- | --------------- |
| Gemeindebrunnen              | Borngasse Lage                             | zweite Hälfte des 19. Jahrhunderts | gusseiserner Laufbrunnen, zweite Hälfte des 19. Jahrhunderts | Fotos hochladen |
| Evangelische Pfarrkirche     | Borngasse 2 Lage                           | vor dem 15. Jahrhundert            | im Kern mittelalterlicher Saalbau, Umbau wohl im 15. Jahrhundert; Schiff 1610/11, in der ersten Hälfte des 18. Jahrhunderts überformt, Gruftabgang bezeichnet 1732; mit barocker Ausstattung; Kampanile 1963; Glasfenster und Wandmalereien von Otto Linnemann, 1908 und 1911; im Kirchhof Grabsteine, 18. und 19. Jahrhundert. | Fotos hochladen |
| Kriegerdenkmal und Grabmäler | Dexheimer Straße, auf dem Friedhof Lage    | frühes 19. Jahrhundert             | im frühen 19. Jahrhundert angelegt - Kriegerdenkmal 1914/18, ruhender Löwe, originale Einfriedung, 1920er Jahre - Grabmal Johann Adam Uhl († 1853): spätklassizistische Stele - Grabmal Anonym: Pfeiler mit antikisierender Verdachung - Grabmal Anonym: Stele mit Rosenzweigrelief - Grabmal Johann Philipp Uhl IV († 1871): Rechteckstele mit Blütenkranz - Grabmal Anna Elisabetha Stark geborene Hassinger († 1873): fein skulptierte Stele mit Rankenwerk - Grabmal Carl Philipp Birkenhauer († 1864): kleine Stele mit antikischer Bekrönung - Grabmal Jakobine Beutel geborene Schwätzer († 1872): Volutenaufsatz - Grabmal Philipp Leonhard Stark († 1870): historisierendes Rankenrelief - Grabmal Familie Heinrich Gräf († 1902): Anlage mit Einfriedung, mittig Granit-Obelisk - Grabmal Eheleute Johann Philipp Koch († 1913 bzw. 1898): Neurenaissance-Pilasterädikula - Grabmal Eheleute Georg Schweitzer († 1899): Ädikula mit Engelskopf, Einfassung - Grabmal Eheleute Wilhelm Weinöhl († 1903 bzw. 1899): Stele mit antikischer Volutenbekrönung - Grabmal Eheleute Philipp Beutel IV († 1899): Stele über Felssockel - Grabmal Eheleute Leopold Sperb († 1903): Stele über Felssockel - Grabmal Familien Philipp Sperb († 1924) und Adam Uhl I († 1921): neuklassizistische Anlage mit Einfriedung, segnender Christus nach Bertel Thorvaldsen vor Pilasterädikula - Grabmal Familie Jakob Borngässer († 1925): vor Stele Sitzfigur einer Trauernden - Grabmal Familie Jakob Spindler († 1931): Ädikula mit Christusrelief | Fotos hochladen |
| Kriegerdenkmal               | Falkensteiner Straße, gegenüber Nr. 2 Lage | 1874                               | Kriegerdenkmal 1870/71; reliefierter Sandstein-Piedestal von 1884; Germaniafigur (bezeichnet 1874, Standardtyp nach Modell von Gustav Eberlein, Berlin) 2015 zerstört | Fotos hochladen |
| Wasserbehälter               | südlich des Ortes; Flur Auf dem Berg Lage  | 1907                               | pavillonartiger Sandsteinquadertypenbau im Jugendstil, bezeichnet 1907, Architekt Wilhelm Lenz, Kulturinspektion Mainz | Fotos hochladen |